# Сант'Антимо
Сант'А̀нтимо (на италиански: Sant'Antimo) е град и община в Южна Италия, провинция Неапол, регион Кампания. Разположен е на 58 m надморска височина. Населението на общината е 34 041 души (към 2014 г.).